# أليسون جيك
أليسون جيك (بالإنجليزية: Alison Cheek)‏‏ (11 أبريل 1927 في أديلايد - 1 سبتمبر 2019 في بريفارد) موظفة مدنية، وقسيسة من أستراليا.